# París-Roubaix 1968

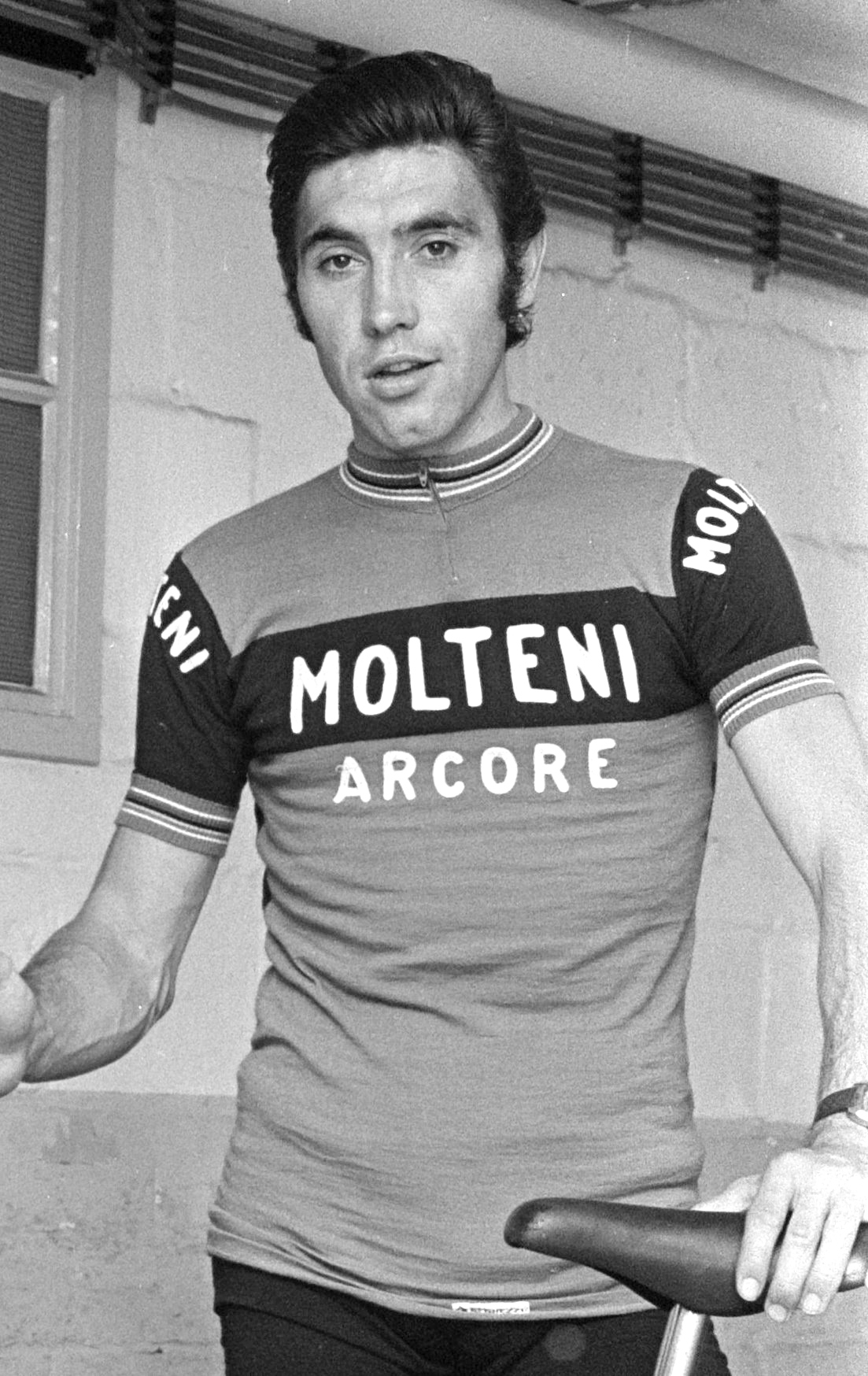
Fotografia del guanyador, el belga Eddy Merckx.

La París-Roubaix 1968 fou la 66a edició de la París-Roubaix. La cursa es disputà el 7 d'abril de 1968 i fou guanyada pel belga Eddy Merckx, que s'imposà a l'esprint al seu company d'escapada, el també belga Herman van Springel, en l'arribada a Roubaix. Walter Godefroot fou el tercer.
En aquesta edició es passà per primera vegada pel tram de pavé conegut com a trouée d'Arenberg.

## Classificació final
|    | Ciclista            | Equip                         | Temps      |
| -- | ------------------- | ----------------------------- | ---------- |
| 1  | Eddy Merckx         | Faema                         | 7h 09' 26" |
| 2  | Herman van Springel | Dr. Mann-Grundig              | m. t.      |
| 3  | Walter Godefroot    | Flandria-De Clerck-Krueger    | + 1' 37"   |
| 4  | Edward Sels         | Bic                           | + 3' 11"   |
| 5  | Victor van Schil    | Faema                         | m. t.      |
| 6  | Raymond Poulidor    | Mercier-BP-Hutchinson         | + 5' 05"   |
| 7  | Henk Nijdam         | Peugeot-Michelin-BP           | + 7' 46"   |
| 8  | Jan Janssen         | Pelforth-Sauvage-Lejeune      | + 8' 03"   |
| 9  | Guido Reybrouck     | Faema                         | m. t.      |
| 10 | Frans Melckenbeeck  | Pull-Over Centrale-Motte-Novy | m. t.      |